# Ompok bimaculatus
Cá trèn bầu (Danh pháp khoa học: Ompok bimaculatus) là một loài cá da trơn trong họ Siluridae. Đây là một loài có giá trị kinh tế và là nguyên liệu để chế biến thành những món ẩm thực dân dã.

## Phân bố
Chúng là loài cá bản địa của châu Á, phân bố tại Bangladesh, Ấn Độ, Pakistan, Sri Lanka, Việt Nam, hiện hành chưa xác định được có ở Myanmar hay không. Cá trèn bầu có nguồn gốc ở Biển Hồ, Campuchia. Hằng năm, cứ theo mùa nước lũ trên dòng Mê Kông hào sảng, cá trèn nối đuôi nhau về hạ nguồn sông Cửu Long.

## Đặc điểm
Cá có thân dài, dẹp bên, viền lưng hơi cong, đầu rộng, mõm tù, miệng rộng, rạch miệng kéo dài gần đến mắt, hàm dưới nhô ra, hàm dưới dài hơn hàm trên (trớt môi). Mắt nhỏ, ẩn dưới da. Cá có 2 đôi râu: 
- Râu hàm trên dài đến khởi điểm vây hậu môn
- Râu hàm dưới nhỏ khoảng bằng đường kính mắt

Cá trèn bầu bụng phệ, có màu vàng xanh, thịt béo. Trong số các loại cá trèn, cá trèn bầu là ngon hơn cả vì thịt nhiều, ngon ngọt, ít xương với cục thịt nạc gù lên trên sống lưng, ta còn phải kể đến phần bụng hay còn gọi là cái nọng rất béo của cá. Về kích thước thương mại, người nội trợ thường chọn những con cá to dài từ 35 đến 50 cm.
Vây lưng có khởi điểm đối xứng với khởi điểm vây bụng, vây ngực tương đối phát triển, vây hậu môn dài, không liền với vây đuôi, vây đuôi phân thùy. Thân trần, không phủ vẩy, đường bên hoàn toàn, thân màu nâu xám, rải rác có đám sắc tố màu đen, có đốm đen sau nắp mang và phía trên vây ngực, ở cá thể nhỏ còn có 1 đốm đen nhỏ ở gốc vây đuôi.

## Trong ẩm thực
Cá trèn bầu được biết đến ở Thái như là Pla cha on (ปลาชะโอน) là một trong những loài tương đồng với Pla nuea on (วงศ์ปลาเนื้ออ่อน) hay bán ở chợ ở những vùng trên đất Thái Lan. Nó là loài có giá trị kinh tế cao và hay bán như cá mồi.
Cá trèn bầu được dùng là nguyên liệu cho những món ăn ngon, được nhiều người chọn mua để chế biến những món ăn ngon hợp với khẩu vị gia đình như cá trèn kho tiêu, kho lạt, kho nghệ, chiên giòn, làm khô hay mắm. Trèn bầu làm khô, kho mẳn (kho lạt), kho nghệ…, cá trèn bầu kho tộ, đây là món ăn dân dã của miệt đồng bằng sông nước Cửu Long. Trong văn hóa còn có câu: Cá lưỡi trâu sầu ai méo miệng/Cá trèn bầu nhiều chuyện trớt môi.